# Zhou Qiang

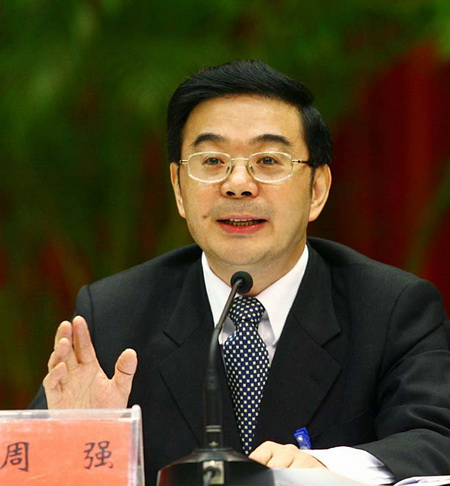
Zhou Qiang

Zhou Qiang (chinesisch 周强, Pinyin Zhōu Qiáng; * 1960 in Huangmei, Provinz Hubei) ist ein Politiker in der Volksrepublik China.

## Leben
Zhou trat 1978 der Kommunistischen Partei Chinas bei. Er absolvierte von 1978 bis 1985 ein Studium an der Southwest University of Political Science and Law in Chongqing, das er mit dem akademischen Grad Master abschloss. Danach arbeitete er zehn Jahre im Justizministerium. 
Seine politische Karriere begann Zhou 1995 als Sekretär des Zentralkomitees des Kommunistischen Jugendverbandes Chinas, dessen Erster Sekretär er von 1998 bis 2006 war.
2006 wechselte er in die Funktion des Gouverneurs der Provinz Hunan. 2010 avancierte er zum Parteisekretär dieser Provinz. Als Gouverneur folgte ihm Xu Shousheng nach.
1998 wurde er zum Mitglied des Nationalen Volkskongresses gewählt, dem er seither angehört. Dabei war er von 1998 bis 2003 Mitglied des Komitees für interne und juristische Angelegenheiten. 
Er ist seit 2002 Mitglied des Zentralkomitees der Kommunistischen Partei Chinas.
2013 wurde er Präsident des Obersten Volksgerichtshofs der Volksrepublik China.